# David Beckmann

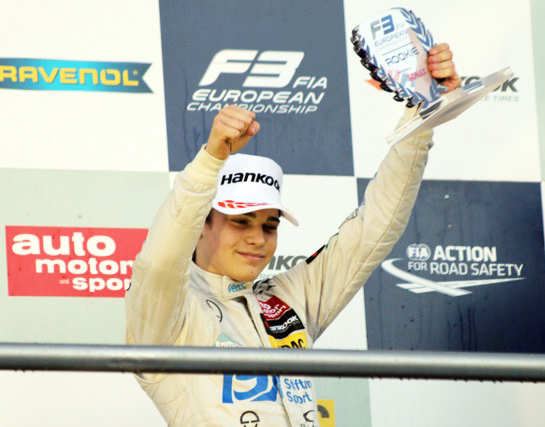

David Beckmann (Iserlohn, 27 april 2000) is een Duits autocoureur.

## Carrière
Beckmann begon zijn autosportcarrière in 2006 in het karting, waar hij tot 2014 actief bleef. In 2009 won hij de Bambini B-klasse van de ADAC Kart Masters. In 2011 was hij de jongste KF3-coureur in Europa en werd vierde in de Euro Wintercup. In 2012 won hij de KF3-klasse in zowel het DMV Kart Championship als de European Bridgestone Cup. In 2013 werd hij tweede in het Duitse kartkampioenschap en derde in de WSK Euro Series. In 2014 won hij het Duitse kampioenschap en werd hij vijfde in het CIK-FIA European KF-Junior Championship.
In 2015 maakte Beckmann de overstap naar het formuleracing, waarbij hij in zowel het ADAC- als het Italiaanse Formule 4-kampioenschap uitkwam voor het team ADAC Berlin-Brandenburg e.V.. Van het ADAC-kampioenschap moest hij het eerste raceweekend missen omdat hij nog niet de minimumleeftijd van 15 jaar had bereikt. Desondanks werd hij vijfde in de eindstand met 166 punten en een overwinning in het laatste raceweekend op de Hockenheimring, nadat de race werd stilgelegd vanwege een crash tussen hem en zijn teamgenoot Lando Norris. In het Italiaanse kampioenschap behaalde hij in het eerste raceweekend op het Autodromo Vallelunga meteen zijn eerste overwinning en voegde hier op het Autodromo Enzo e Dino Ferrari en de Adria International Raceway nog twee overwinningen aan toe. Ondanks dat hij het laatste raceweekend moest missen vanwege een clash met het ADAC-kampioenschap, werd hij vierde in de eindstand met 176 punten.
In 2016 maakte Beckmann zijn Formule 3-debuut in het Europees Formule 3-kampioenschap voor Mücke Motorsport. Hij moest de eerste twee raceweekenden missen omdat hij nog niet de minimumleeftijd van 16 jaar had bereikt. In de rest van het seizoen behaalde hij twee podiumplaatsen op het Circuit Park Zandvoort en de Hockenheimring, waardoor hij vijftiende werd in het klassement met 67 punten.
In 2017 bleef Beckmann actief in de Europese Formule 3, maar stapte over naar het team Van Amersfoort Racing. Nadat hij na drie raceweekenden geen punten had gescoord, maakte hij de overstap naar het team Motopark. Hier waren drie vijfde plaatsen zijn beste resultaten, waardoor hij met 45 punten op de zestiende plaats in het kampioenschap eindigde.
In 2018 maakte Beckmann de overstap naar de GP3 Series, waarin hij debuteerde voor het team Jenzer Motorsport. Na vier raceweekenden, waarin een zesde plaats tijdens de seizoensopener op het Circuit de Barcelona-Catalunya zijn beste resultaat was, stapte hij over naar het team Trident voor het restant van het seizoen. Hier behaalde hij drie overwinningen op Spa-Francorchamps, het Autodromo Nazionale Monza en het Sochi Autodrom en stond hij in het laatste raceweekend op het Yas Marina Circuit eveneens op het podium. Met 137 punten werd hij vijfde in het kampioenschap.
In 2019 werden de GP3 en de Europese Formule 3 samengevoegd in het nieuwe FIA Formule 3-kampioenschap. Hierin kwam Beckmann uit voor het team ART Grand Prix. Hij kende een lastig jaar, waarin een vierde plaats tijdens de seizoensopener op het Circuit de Barcelona-Catalunya zijn beste klassering was. Met 20 punten eindigde hij als veertiende in het klassement. Aan het eind van het seizoen keerde hij terug bij Trident om deel te nemen aan de Grand Prix van Macau, waarin hij negende werd.
In 2020 bleef Beckmann actief in de FIA Formule 3, maar keerde hij terug naar zijn oude team Trident. Hij won twee races op de Hungaroring en op Silverstone en stond in het restant van het seizoen nog viermaal op het podium. Met 139,5 punten werd hij zesde in de eindstand.
In 2021 maakte Beckmann de overstap naar de Formule 2, waarin hij uitkomt voor het team Charouz Racing System. Op 1 september 2021 werd bekendgemaakt dat Beckmann voor de laatste races van het seizoen vervangen wordt door Enzo Fittipaldi. Beckmann beschikte niet meer over de financiële middelen om zijn seizoen af te maken bij Charouz Racing System. Na de eerste seizoenshelft, waarin hij twee podiumplaatsen behaalde op het Bahrain International Circuit en het Baku City Circuit, maakte hij de overstap naar het team van Campos Racing. Na twee raceweekenden moest hij het kampioenschap verlaten en werd hij vervangen door Olli Caldwell. Met 32 punten werd hij vijftiende in het kampioenschap.
In 2022 werd Beckman aangesteld als test- en reservecoureur bij het Formule E-team van Avalanche Andretti. Tevens keerde hij dat jaar terug in de Formule 2 tijdens het raceweekend op Imola bij Charouz als vervanger van de geblesseerde Cem Bölükbaşı. Later dat jaar kwam hij ook uit in het weekend op Silverstone bij Van Amersfoort Racing als vervanger van de geschorste Amaury Cordeel. In de weekenden op het Circuit Paul Ricard en de Hungaroring reed hij opnieuw voor dit team, ditmaal als vervanger van Jake Hughes, die niet kon rijden vanwege een COVID-19-besmetting. Vanaf het weekend op Spa-Francorchamps werd hij de vaste coureur van het team nadat Hughes het kampioenschap verliet. Hij behaalde zijn beste resultaat met een vijfde plaats op Monza. Tijdens het laatste weekend werd hij vervangen door Juan Manuel Correa. Met 25 punten werd hij achttiende in de eindstand.
In 2023 is Beckmann de test- en reservecoureur van het Formule E-team van Porsche. Tijdens de ePrix van Jakarta maakte hij zijn racedebuut als vervanger van André Lotterer, die op dat moment bij de testsessies van de 24 uur van Le Mans aanwezig was.